# هنری دو لاکورا
هنری دولاکورا (به فرانسوی: Henri Delacroix)،(۲ دسامبر ۱۸۷۳-۳ دسامبر ۱۹۳۷) فیلسوف و روانشناس فرانسوی است. 

## زندگی‌نامه
هنری دولاکورا در پاریس متولد شد و در مدرسه هانریIV و سپس در دانشگان سوربن تحصیل کرد و در سال ۱۸۹۴ مدرک خود را در رشته فلسفه گرفت. بعد از دو سال فعالیت در دانشگاه هومبولت برلین و دانشگاه هایدلبرگ از سال ۱۸۹۹ تا ۱۹۰۰در مدرسه پو به تدریس فلسفه پرداخت. از سال ۱۹۰۱ تا ۱۹۰۵ در دانشگاه مون‌پلیه مدرس بود او در پاریس در گذشت.